# Georgiana Birțoiu
Georgiana Alina Birțoiu (n. 22 iulie 1989, Cluj-Napoca, România) este o jucătoare română de fotbal care joacă pe postul de atacant joacă pentru WFC Rossiyanka în Liga Rusă. 

## Cariera
A început să joace fotbal la șapte ani, iar prima echipă la care a evoluat a fost CSȘ Târgoviște.
A jucat pentru Clujana, cu care a jucat în Liga Campionilor UEFA la feminin, și la Kokkinichorion în campionatul Ciprului, unde a fost al doilea golgheter al sezonului 2010-2011 cu 27 de goluri. Cucerește în 2015 titlul cu WFC Rossiyanka.
A jucat primele minute pentru Echipa națională a României în calificările pentru Cupa Mondială din 2011.

## Legături externe
- Georgiana Birțoiu pe footballzz.co.uk